# آيت حسين (راس القصر)
آيت حسين هي إحدى مشيخات المملكة المغربية، تتبع جغرافيا لإقليم جرسيف وإداريًا لراس القصر. يقدر عدد سكانها بـ 2943 نسمة حسب الإحصاء الرسمي للسكان والسكنى لسنة 2004.